# Tubo (Abra)
Tubo è una municipalità di terza classe delle Filippine, situata nella provincia di Abra nella Regione Amministrativa Cordillera.
Tubo è formata da 10 baranggay:
- Alangtin
- Amtuagan
- Dilong
- Kili
- Mayabo (Pob.)
- Supo
- Tabacda
- Tiempo
- Tubtuba
- Wayangan